# 色满宾馆
色满宾馆坐落于喀什市西南，是喀什市的一座三星级宾馆。位于喀什市色满路337号。此处曾是沙皇俄国驻喀什噶尔领事馆行馆别墅所在地，始建于1890年。1894年瑞典皇家科学院院士斯文·赫定曾受邀再次参加宴会。建国后改建为宾馆。国际名人周恩来、刘少奇、西哈努克等曾下榻过。宾馆建筑为典型的俄式洛可可风格，包括前厅，主厅，花园，雕塑，喷泉，长廊等。占地面积超过3.5万平方米，现共有客房216间。除了原有的领事馆建筑外，还有新建的5层接待楼。